# Alfredo Vázquez Carrizosa
Alfredo Vásquez Carrizosa (París, 9 de febrero de 1909-Bogotá, 18 de diciembre de 2001) fue un abogado constitucionalista, académico, escritor, político, activista y diplomático francés de ascendencia colombiana, miembro del Partido Conservador Colombiano.
Educado en el exterior, Vásquez regresó a Colombia para ejercer cargos públicos a nombre del conservadurismo: fue diputado de Cundinamarca y representante a la cámara por ese mismo departamento. Fue secretario del presidente designado Roberto Urdaneta Arbeláez, siendo testigo del golpe de estado del general Gustavo Rojas Pinilla.
Vásquez también se desempeñó en el ámbito diplomático, siendo embajador en Londres y Bruselas, canciller de su país durante la presidencia de Misael Pastrana Borrero (donde renegoció el Concordato, y logró el reconocimiento de la soberanía sobre el archipiélago de San Andrés), y ante organismos internacionales como la OIT, la ONU y la OEA.
Como abogado constitucionalista también destacó como defensor y promotor de derechos humanos, a partir de los años 80, valiéndole la simpatía de grupos de izquierda y organizaciones civiles, que vieron un viraje en sus posturas políticas, calificándolo como conservador progresista.
En 1991 fue elegido miembro de la Asamblea Nacional Constituyente de la Unión Patriótica, siendo el constituyente de mayor edad, ejerciendo como presidente de la Comisión III de dicha asamblea, y promotor de la modernización y protección de estos derechos en la Constitución de 1991: Su mayor logro fue diseñar y lograr la aprobación de la Defensoría del Pueblo de Colombia.

## Biografía
Sobre su lugar de nacimiento hay controversia, ya que sus alumnos y amigos cercanos indican que nació en París, durante una comisión diplomática de su padre, mientras que los textos académicos citan que nació en Bogotá. En todo caso se sabe que nació el 9 de febrero de 1909, en el seno de una familia aristocrática de la capital colombiana.
Estudió su educación secundaria y superior en Bélgica, graduándose como abogado en la Universidad Católica de Lovaina y se vinculó durante la década de 1930 a la Organización Internacional del Trabajo, llegando a ser el delegado de Colombia ante esta institución entre 1939 y 1945 (cuando sus oficinas se habían trasladado a Canadá por la Segunda Guerra Mundial), durante los gobiernos de Eduardo Santos Montejo a Alberto Lleras Camargo.
Alfredo Vázquez regresó a Colombia después de la guerra, y fue elegido diputado y Representante a la Cámara por Cundinamarca, a nombre del Partido Conservador, si bien se mantuvo al margen de las divisiones internas de la colectividad, que se presentaron entre Mariano Ospina Pérez y Laureano Gómez Castro. 

### Secretario presidencial y golpe de estado (1953)
A comienzos de 1953, Vásquez fue nombrado como secretario general de la Presidencia, por el presidente interino Roberto Urdaneta Arbeláez, hasta la deposición del gobierno interino, el 13 de junio de 1953, por golpe militar encabezado por el general Gustavo Rojas Pinilla, y apoyado por el sector ospinista del conservadurismo.
Durante la época del Frente Nacional (a partir de 1958) prosiguió su carrera diplomática como Embajador de Colombia en Gran Bretaña, Bélgica y la OEA, hasta llegar al cargo de ministro de Relaciones Exteriores entre 1970 y 1974.

### Canciller de Colombia (1970-1973)

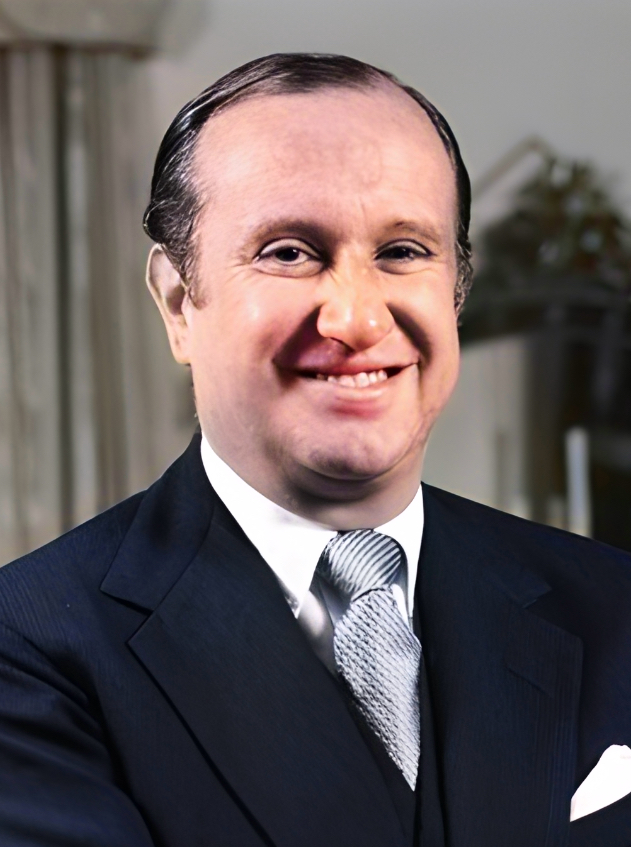
El presidente de la época, Misael Pastrana, lo nombró como su canciller.

El 7 de agosto de 1970, fue posesionado como Ministro de Relaciones Exteriores de Colombia del electo presidente Misael Pastrana Borrero, ahijado político del expresidente Ospina, permaneciendo en el cargo durante todo el gobierno Pastrana.
Como canciller, Vásquez selló en septiembre de 1972 el reconocimiento de la soberanía colombiana sobre los cayos de Roncador, Quitasueño y Serrana, como parte del Archipiélago de San Andrés, Providencia y Santa Catalina, que estaba en disputa con Estados Unidos, a través del Tratado Vásquez-Saccio. Sin embargo, meses después, Nicaragua demandó el Tratado Esguerra-Bárcenas y comenzó a reclamar soberanía sobre las zonas insulares, conflicto que se prolonga hasta hoy.

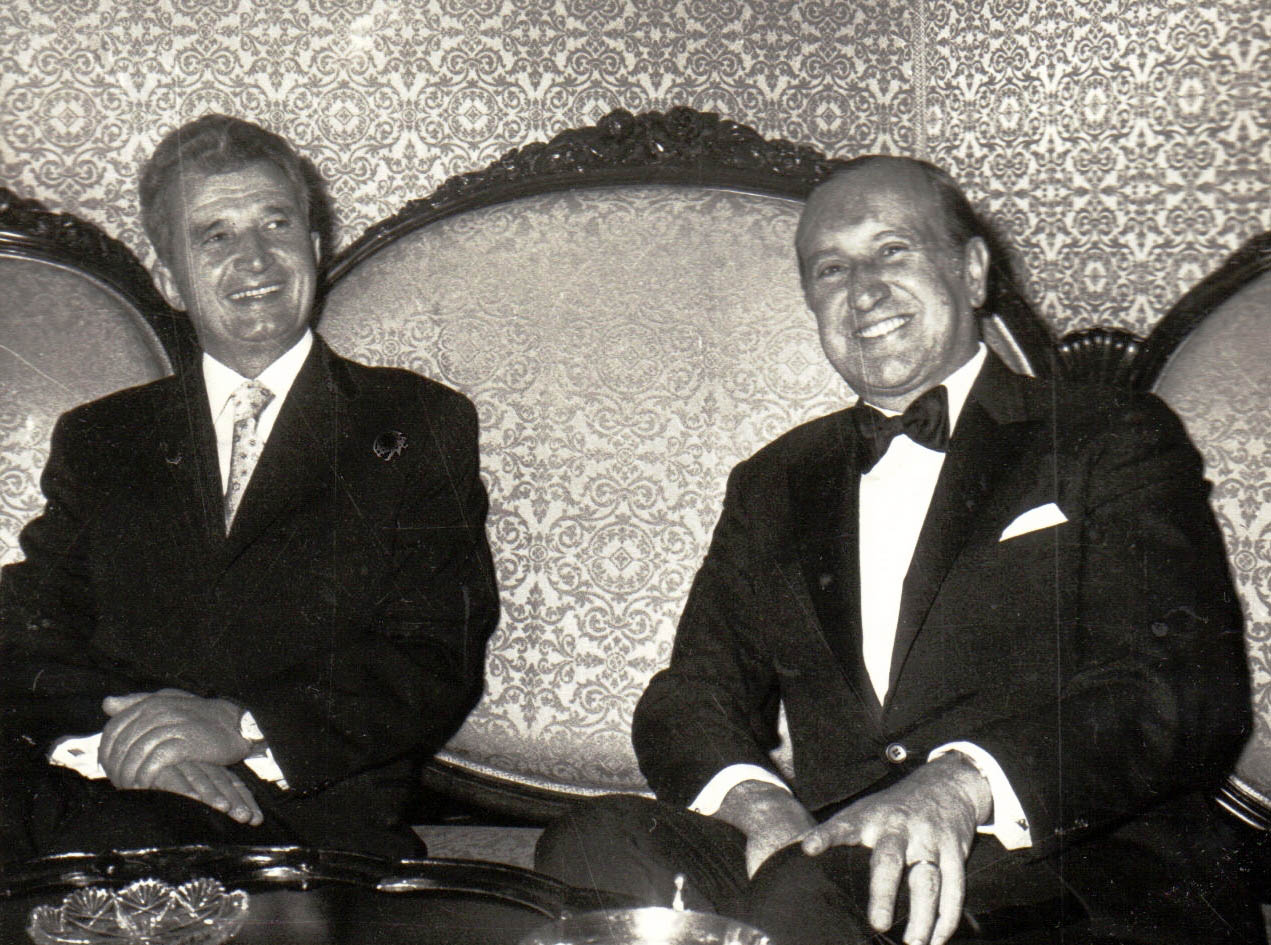
Ceauscescu y Pastrana en Bogotá, 1973.

En julio de 1973, Vásquez también sacó avante la renegociación del Concordato con el Vaticano, firmado desde 1887 por el presidente Rafael Núñez y el papa León XIII. Vásquez y los emisarios del papa Pablo VI, cuyo mayor impacto fue el reconocimiento de los efectos civiles de los matrimonios celebrados bajo el rito católico, a propósito de las reformas introducidas por el Concilio Vaticano II, así como medidas educativas. El concordato de 1973, sigue vigente a la fecha, pese a que en 1997, el presidente Ernesto Samper también renegoció el Concordato con el Papa Juan Pablo II.
A partir de finales de 1973, tras el derrocamiento y suicidio del presidente de Chile, Salvador Allende, Vásquez abrió la embajada en Colombia en Santiago para brindar refugio a los chilenos disidentes y perseguidos por el gobierno militar del general Augusto Pinochet, y luego les permitió ingresar a Colombia en calidad de asilados políticos, con el beneplácito del presidente Pastrana. Según un amigo suyo, Vásquez comenzó su viraje hacia el progresismo por el impacto que le produjo el golpe militar en Chile.
Vásquez promovió la visita de Pastrana a Venezuela para reunirse con el presidente Rafael Caldera, y las visitas a Colombia de Allende a Colombia en 1971, y del socialista rumano Nicolae Ceausescu, quien curiosamente estaba de gira por Latinoamérica y canceló su visita a Chile por los sucesos donde Allende terminó muerto.

### Defensor de los Derechos Humanos
Tras su salida de la Cancillería se dedicó por completo al tema de los derechos humanos, fundando y presidiendo el Comité Permanente para la Defensa de los Derechos Humanos desde 1979, que conformó con personalidades colombianas como Luis Carlos Galán, Rodrigo Lara Bonilla, Gabriel García Márquez, Héctor Abad Gómez y otros. Desde el comité, Vásquez atacó con dureza las políticas represivas del presidente Julio César Turbay, a través del polémico Estatuto de Seguridad. 

### Constituyente de 1991 (1990-1991)

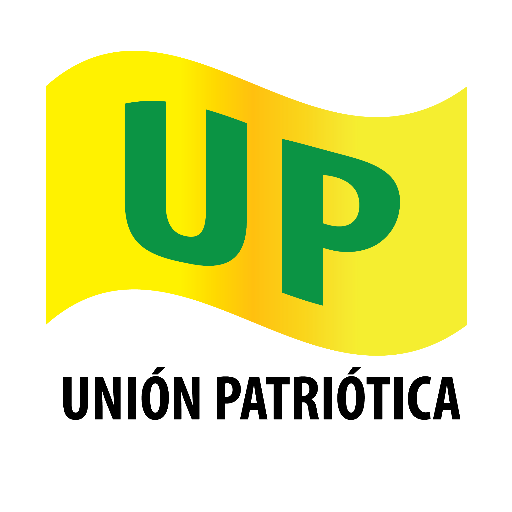
Logo de la Unión Patriótica.

En diciembre de 1990, luego que se aprobara la convocatoria de una Asamblea Nacional Constituyente en las elecciones de marzo de 1990, Carrizosa fue elegido como constituyente por el partido de izquierda Unión Patriótica, grupo político que venía siendo perseguido, diezmado y estigmatizado (incluso por sus excopartidarios conservadores) desde 1985, salvo por otro de sus exsocios políticos, Álvaro Leyva Durán, quien llegó también a la Asamblea con el M19. 
La controversia no se hizo esperar, pues sus copartidarios esperaban que como ex canciller del expresidente Pastrana postulara con el Partido Social Conservador, pero decidió candidatearse con la UP. Su fama le representó amplia votación, y garantizó que su segunda en lista, Aida Avella, también fuera electa en la asamblea. Los buenos resultados de Carrizosa le valieron ser electo en la Comisión III de la asamblea cuando se instaló en abril de 1991. 
De sus aportes a la Constitución colombiana que se sancionó el 4 de julio de 1991 fue el bloque de constitucionalidad, figura que reconoce que todos los tratados internacionales que contengan reglas de protección de derechos humanos, una vez suscritos por Colombia serán de obligatorio cumplimiento en ese país, y la creación de la Defensoría del Pueblo, entidad que regula la protección y promoción de los derechos de los ciudadanos colombianos.

### Fallecimiento
Vázquez falleció el 18 de diciembre de 2001 en su casa del barrio Bosque Izquierdo de Bogotá, víctima de un ataque cardiaco. Las honras fúnebres se realizaron en la Iglesia de San Diego y sus restos fueron enterrados en el Cementerio Central de Bogotá.

## Vida privada

### Familia

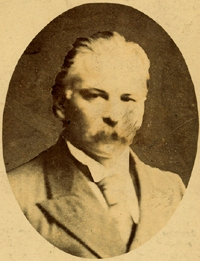
Su padre, el general Alfredo Vásquez Cobo, 1900.

Alfredo Vásquez Carrizosa era miembro de la aristocracia colombiana, siendo sus padres el oficial y político Alfredo Vásquez Cobo (veterano de guerra y candidato a la presidencia de Colombia por el Partido Conservador en 1930), y su esposa, Ana Carrizosa Tanco.
Su madre era nieta del exministro Mariano Tanco Armero, y hermana de la pianista Teresa Tanco de Herrera (cuñada del exarzobispo de Bogotá, Bernardo Herrera Restrepo). Mariano Tanco era a su vez hijo del exministro español Nicolás Tanco Bosmeniel, amigo personal del expresidente Simón Bolívar. Ana también era sobrina del explorador Nicolás Tanco Armero (primer colombiano en viajar a China), y prima por esa línea del político y diplomático Luis Tanco Argáez, sobrino materno a su vez de los hermanos Enrique y Jerónimo Argáez.

### Matrimonio

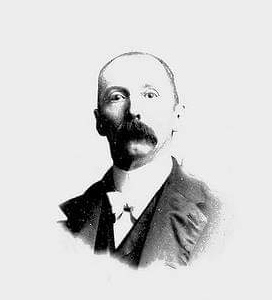
El expresidente Jorge Holguín, abuelo de su esposa, Lucía.

Alfredo contrajo nupcias con Lucía Holguín Pardo en 1961, con quien no llegó a tener descendencia. Su esposa era hija del político Julio Holguín Arboleda y de Elena Pardo Umaña, siendo su cuñado, el tenista Enrique Holguín. Julio a su vez era hijo del expresidente Jorge Holguín Mallarino, y de su esposa Cecilia Arboleda Mosquera; sobrino del expresidente Carlos Holguín y de su esposa Margarita Caro, por un lado; y nieto del expresidente Julio Arboleda Pombo, por el otro.
Con ese parentesco, la esposa de Vásquez Carrizosa era tía segunda de la canciller María Ángela Holguín, del periodista Roberto Pombo Holguín, y de la congresista Clara López Obregón, ambas bisnietas de Jorge Holguín.

### Semblante
Sus exalumnos, como la docente María Cristina Vega, describen que Vásquez tenía un fuerte acento en el hablar, casi gutural, y que frecuentemente cometía errores en la dicción de las palabras en español, lo que lo delataba como francófono nativo, anécdota que reafirma la versión que nació en París. Adicionalmente su exigencia era altísima.
Durante la Asamblea Constituyente de 1991, Vásquez era conocido por ser el constituyente de mayor edad, y sus coasambleístas lo recuerdan como un hombre de la tercera edad (tenía casi 81 años durante las deliberaciones), con una lucidez impecable y siempre caminando con ayuda de un bastón y con libros debajo del brazo.

## Homenajes
El Instituto de Derechos Humanos y Construcción de Paz Alfredo Vázquez Carrizosa de la Pontificia Universidad Javeriana fundado en 1994.

## Obras
- Constitución de Colombia ¿estará superada por la existencia de una nueva sociedad?
- Lo más grave que ha sucedido en Colombia es la falta del debido proceso
- Conmoción interior o estado de sitio incontrolado
- El régimen colombiano de excepción y la salvaguardia de los derechos
- Amnistía: hacia una democracia más ancha y profunda
- Instituciones para la Democracia
- La Democracia participativa y los Estados de excepción.
- El poder presidencial en Colombia (1979)
- Historia crítica del Frente Nacional (1992)
- Betancur y la crisis nacional
- Colombia y Venezuela, una historia atormentada (1987).